# Phakellia lamelligera
Phakellia lamelligera är en svampdjursart som beskrevs av Wilson 1904. Phakellia lamelligera ingår i släktet Phakellia och familjen Axinellidae.
Artens utbredningsområde är havet kring Galapagosöarna. Inga underarter finns listade i Catalogue of Life.